# Афанасія Цумелека
Афанасія Цумелека (грец. Αθανασία Τσουμελέκα, нар. 2 січня 1982,Превеза, Греція ) — грецька легкоатлетка, дисципліною якої була спортивна ходьба на 20 км.

## Кар'єра
До 2003 року Цумелека не було відомою спортсменкою, підтвердженням чого було лише сьоме місце на тогорічному чемпіонаті світу. Проте на Літніх Олімпійських іграх 2004 вона несподівано виборола золоту медаль, випередивши росіянку Олімпіаду Іванову та австралійку Джейн Савіль, яким дісталось срібло та бронза відповідно.
На Літніх Олімпійських іграх 2008 вона фінішувала дев'ятою у дисципліні 20 км. Після закінчення Ігор її допінг-проба, яку у неї взяли 6 серпня, дала позитивний результат. В її сечі був знайдений еритропоетин, а сама вона висловила сумніви щодо правильності процедури та оголосила завершення спортивної кар'єри. 29 квітня стало відомо, що її допінг-проба Б також дала позитивний результат, а 18 листопада 2009 року Міжнародний олімпійський комітет дискваліфікував Цумелеку та анулював її результати на Іграх у Пекіні 2008.